# 滝の沢駅
滝の沢駅（たきのさわえき）は、かつて北海道札幌市南区豊滝の定山渓鉄道線にあった駅である。同線の廃線により1969年（昭和44年）に廃駅となった。
1924年（大正13年）1月、「滝の澤停留所」として設置される。1929年（昭和4年）10月、定山渓鉄道線の電化にともない駅員配置の「滝の澤駅」となる。
滝の沢駅のあった場所付近には、初代駅長が1931年（昭和6年）に植樹した桜が2本あり、2000年（平成12年）5月7日に、案内板が立てられた。

## 歴史
- 1924年（大正13年）1月：滝の澤停留所として開業する[2]。
- 1929年（昭和4年）10月：滝の澤駅となる。
- 1969年（昭和44年）11月1日：定山渓鉄道線廃止に伴い廃駅。

## 隣の駅
定山渓鉄道
定山渓鉄道線
豊滝停留所 - 滝の沢駅 - 小金湯停留所